# Kürdəmir (district)
Kürdəmir (ook geschreven als Kurdamir) is een district in Azerbeidzjan.
Kürdəmir telt 107.500 inwoners (01-01-2012) op een oppervlakte van 1630 km²; de bevolkingsdichtheid is dus 66 inwoners per km².